# Кайкуша
Кайкуша е защитена местност, обявена със Заповед №438/02.08.1978 г. При обявяването е била с площ 240 ха, през 2021 площта е само 155.4 хектара. 
Включва остатък от влажна зона в бившата Свищовско-Беленска заливна низина и е включена в природен парк „Персина“, определен от Закона за защитените територии. Обявена е с цел запазването на естественото местообитание на редки водоплаващи птици и растителни видове, както и характерния облик на района. Местността се намира на 15 км западно от гр. Свищов, 3 км южно от гр. Белене, северно от с. Ореш и източно от с. Деков. Представлява обширен тръстиков масив, в миналото част от несъществуващото вече Свищовско–Беленско блато. Включена е в Натура 2000 – BG000208 – „Свищовско-Беленска низина“. В ЗМ „Кайкуша“ има 6 блата, 3 от които са превърнати в рибарници. Част от землището на селото Деков, северно от Кънчова могила също е превърнато в Рибарници „Деков“ с площ 70 ха и е използвано като такива до 1990 година, а по-късно е Деково блато. Точно над него е и най-голямото от блатата в района на Кайкуша, което беше превърнато в рибарник с площ 0,12 кв. км. Другите блата са Никовото блато (0,08 кв. км), Старото блато и двете правени на рибарници, Блато Кайкуша (0,06 кв. км), Дизеповото (Двойното) блато, които са в централната част на местността и Каракашевото езеро (блато), южно от Белене. Отводнителните съоръжения в съседните на Кайкуша обработваеми земи са довели до силна деградация на това важно в близкото минало местообитание на водолюбиви птици. Възстановителните мерки за обекта са крайно наложителни.